# Xã Cuba, Quận Lake, Illinois
Xã Cuba (tiếng Anh: Cuba Township) là một xã thuộc quận Lake, tiểu bang Illinois, Hoa Kỳ. Năm 2010, dân số của xã này là 16.826 người.